# دي أم أيه أر سي
دي أم أيه أر سي (بالإنجليزية: DMARC)‏ هو اختصارًا لمصادقة الرسائل المستندة إلى المجال والإبلاغ عنها والمطابقة، وهو بروتوكول مصادقة البريد الإلكتروني لمساعدة مسؤولي البريد الإلكتروني على منع المحتالين من انتحال نطاقات البريد الإلكتروني من خلال تحديد ما إذا كان يجب السماح لرسائل البريد الإلكتروني المخادعة أو عزلها أو رفضها من قبل المستلمين،

## تاريخ
دي أم أيه أر سي هو معيار بريد إلكتروني مفتوح تم إنشاؤه بواسطة اتحاد الصناعة دي أم أيه أر سي الذي يمنع رسائل البريد الإلكتروني الضارة التي تنتحل شخصية أشخاص آخرين وتعمل على حماية بريدك الإلكتروني جنبًا إلى جنب مع معايير البريد الإلكتروني المعروفة. يضمن هذان السجلان المنفصلان صحة المرسل وكذلك صحة البريد الإلكتروني، حيث تعد تهيئة رسائل البريد الإلكتروني لتمرير دي أم أيه أر سي هي الطريقة الوحيدة لمرسلي البريد الإلكتروني لإخبار مستلمي البريد الإلكتروني أن رسائل البريد الإلكتروني المرسلة من مجالهم هي في الواقع منهم.

## مميزات استخدام دي أم أيه أر سي
هناك بعض الفوائد لاستخدام دي أم أيه أر سي على خادم بريدك الإلكتروني، بخلاف الأمان فقط. حيث اعتمدت المنظمات الحكومية والعديد من العلامات التجارية الأكثر احترامًا في العالم دي أم أيه أر سي، مما يتيح لها:
- الحصول على رؤية لقناة البريد الإلكتروني الخاصة بهم لتحديد الاستخدام المشروع والاحتيالي لنطاقاتهم.
- التأكد من تسليم البريد الإلكتروني الشرعي وعدم تسليم البريد الإلكتروني الاحتيالي.
- تلقي تنبيهات عندما قد تؤثر التغييرات التي تطرأ على البنية الأساسية للبريد الإلكتروني على تسليم الرسائل الشرعية.
- تحدد مصادر التهديد وأشكاله حتى يكونوا مجهزين لمنع الهجمات بشكل استباقي.
- تحسين درجة سمعة البريد الإلكتروني الإجمالية الخاصة بهم وموثوقيتهم.

## تخزين سجلات دي أم أيه أر سي
يتم تخزين سجلات دي أم أيه أر سي على خادم نظام أسماء النطاقات الذي يستخدمه خادم البريد الإلكتروني، حيث يمكن إنشاء وتعديل سجلات دي أم أيه أر سي وإطار سياسة المرسل والبريد المعرف بمفاتيح المجال لتأمين خادم البريد الإلكتروني.

### السياسيات المستخدمة في التخزين
- دي أم أيه أر سي: يوقف الانتحال عن طريق التأكد من أن البريد الوارد يحتوي على نظام التعرف على هوية المرسل الموجود داخل رؤوس البريد الإلكتروني.
- نظام التعرف على هوية المرسل (اس بي أف): إطار سياسة المرسل هو شكل من أشكال مصادقة البريد الإلكتروني يُستخدم لمنع الانتحال الذي يضمن أن رسائل البريد الإلكتروني التي يتم إرسالها مع مجالك تنشأ فقط من عناوين بروتوكول الإنترنت محددة.
- البريد المعرف بمفاتيح المجال(دي كيه أي أم): هو الذي يحقق نفس الهدف مثل نظام التعرف على هوية المرسل، التشفير لضمان عدم تعديل رسائل البريد الإلكتروني التي ترسلها أثناء النقل، كما يكافح انتحال البريد الإلكتروني.